# Elixio Villaverde
Elixio Villaverde García (Irijo, 6 de abril de 1954 - Santiago de Compostela, 14 de septiembre de 2018) fue un historiador español.

## Trayectoria
Doctor en Historia por la Universidad de Santiago de Compostela con la tesis La emigración gallega a México, 1878-1936, ejerció la docencia en un Instituto. Colaboró en La Voz de Galicia, Él Ideal Gallego, Él Correo Gallego, Lana Región y Excelsior (México). Publicó artículos y recensiones sobre temas migratorios en la Gran Enciclopedia Gallega, Germen (Caracas), Olláparo, Grial, La Viga de Oro. Desde 1973 desarrolló iniciativas culturales como presidente de la asociación Jueves Culturales del Barbanza (1988-1992) y promovió la revista A Caramecha.

## Obras
- A Terra de Orcellón e O Irixo, 1986.
- Ramón Martínez López. Pola universalidade de Galicia, 1992 (con Xosé Amancio Liñares Giraut).
- Heroes e Mártires. A IIª República e a Guerra Civil no Barbanza, 1996.
- Pioneiros na corrente do golfo, 2001.
- Gallegos en México (1878-1936). Inmigración e sociedade no alén mar, 2003.

### Investigaciones
- O patrimonio cultural galego en México.
- Os galegos no estado e na cidade de Puebla á luz do Rexistro Nacional de Estranxeiros.